# Арбитражный управляющий
Арбитра́жный управля́ющий — лицо, осуществляющее профессиональную деятельность, назначенное арбитражным судом для проведения процедуры банкротства несостоятельной организации или гражданина.

## В Российской Федерации
Арбитражный управляющий — гражданин Российской Федерации, являющийся членом одной из саморегулируемых организаций арбитражных управляющих. Деятельность арбитражного управляющего является для него частной практикой и связана с осуществлением им полномочий, которые в значительной степени носят публично-правовой характер. Решения арбитражного управляющего являются обязательными и влекут правовые последствия для широкого круга лиц.
Деятельность управляющего необходима, прежде всего, для координации под контролем арбитражного суда всей хозяйственной деятельности должника в целях максимального удовлетворения требований его кредиторов за счет полной или частичной реализации имущества должника. C 2011 года торги по реализации имущества должников проводятся в электронной форме.
Саморегулируемая организация арбитражных управляющих — это некоммерческая организация, которая основана на членстве, созданная гражданами Российской Федерации, сведения о которой включены в единый государственный реестр саморегулируемых организаций арбитражных управляющих и целями деятельности которой являются регулирование и обеспечение деятельности арбитражных управляющих.
В зависимости от процедуры банкротства и выполняемых функций арбитражный суд назначает арбитражного управляющего в каждом конкретном деле о банкротстве в качестве:
- временного управляющего (процедура наблюдения),
- административного управляющего (процедура финансового оздоровления),
- внешнего управляющего (процедура внешнего управления),
- конкурсного управляющего (процедура конкурсного производства).
- финансового управляющего (процедуры банкротства граждан)

В судебном акте об утверждении арбитражного управляющего помимо фамилии, имени и отчества арбитражного управляющего указываются данные, позволяющие его индивидуализировать (идентификационный номер налогоплательщика, регистрационный номер в сводном государственном реестре арбитражных управляющих либо в реестре арбитражных управляющих, являющихся членами саморегулируемой организации арбитражных управляющих и т. п.), сведения о наименовании саморегулируемой организации арбитражных управляющих, членом которой он является, и почтовый адрес в Российской Федерации, по которому все заинтересованные лица могут направлять ему корреспонденцию в связи с его участием в данном деле о банкротстве.
Публично-правовой статус арбитражных управляющих обуславливает право законодателя предъявлять к ним специальные требования, а также возлагает ответственность за обеспечение проведения процедур банкротства надлежащим образом. Так, арбитражным управляющим может быть только гражданин Российской Федерации, состоящий только в одной из саморегулируемых организаций арбитражных управляющих. Для членства в саморегулируемой организации арбитражных управляющих он должен соответствовать требованиям, установленным соответствующей организацией, в том числе:
- наличие высшего профессионального образования;
- наличие стажа работы на руководящих должностях и стажировки в качестве помощника арбитражного управляющего;
- сдача теоретического экзамена[6] по программе подготовки арбитражных управляющих[7];
- отсутствие наказания в виде дисквалификации за совершение административного правонарушения либо в виде лишения права занимать определённые должности или заниматься определённой деятельностью за совершение преступления;
- отсутствие судимости за совершение умышленного преступления;
- наличие договора обязательного страхования ответственности;
- внесение установленных в СРО членских и иных взносов, в том числе взносов в компенсационный фонд.

Конкурсный кредитор или уполномоченный орган, являющиеся заявителями по делу о банкротстве, либо собрание кредиторов вправе выдвигать к кандидатуре арбитражного управляющего в деле о банкротстве следующие дополнительные требования:
- наличие высшего юридического или экономического образования либо образования по специальности, соответствующей сфере деятельности должника;
- наличие определённого стажа работы на должностях руководителей организаций в соответствующей отрасли экономики;
- проведение в качестве арбитражного управляющего определённого количества процедур, применяемых в деле о банкротстве.

В случае, если на арбитражного управляющего возлагаются полномочия руководителя должника, на него распространяются все требования, установленные законами и иными нормативными правовыми актами для руководителя такого должника, и по отношению к нему применяются все меры ответственности, установленные законами и иными нормативными правовыми актами для руководителя такого должника.
В случае, если исполнение полномочий руководителя должника связано с доступом к сведениям, составляющим государственную тайну, арбитражный управляющий должен иметь допуск к государственной тайне по форме, соответствующей форме допуска, необходимой для исполнения полномочий руководителя данного должника и соответствующей высшей степени секретности сведений, обращающихся на предприятии должника.

## В США
В США арбитражным управляющим (Trustee in Bankruptcy) является лицо, назначаемое Государственной программой распоряжения имуществом (United States Trustee Program), которая является подразделением Министерства юстиции США. При некоторых обстоятельствах кредиторы, участвующие в деле о банкротстве, могут самостоятельно выбрать управляющего.
Согласно положениям главы 7 «Банкротство» («Ликвидация») Кодекса США о банкротстве, управляющий осуществляет управление не освобождённым от обязательств имуществом должника, выручая средства от продажи этих активов, а затем оплачивая управленческие расходы и распределяя остаток задолженности перед кредиторами.
Согласно положениям главы 13 «Банкротство» («Реорганизация») Кодекса, управляющий ответственен за получение ежемесячных платежей от должника и распределение этих средств пропорционально кредиторам должника. Управляющий действует от имени должника, чтобы гарантировать, что интересы как кредиторов, так и должника поддерживаются в соответствии с законами о банкротстве, и часто от него требуется выступать в качестве посредника между двумя сторонами.
Начиная с 1990-х годов обязанности, аналогичные обязанностям арбитражного управляющего, иногда выполняются лицом, называемым директором по реструктуризации (Chief restructuring officer, CRO), как правило, до или после процедуры банкротства (как правило, согласно процедуры, указанной в главе 11 Кодекса). CRO ― это должностное лицо компании, которое имеет прямой контакт с кредиторами и обладает полномочиями для сделок с имуществом и управлением делами компании. Преимущество использования CRO заключается в том, что соглашение дает кредитору и должнику больше права голоса в отношении будущего компании, чем в случае назначения управляющего по банкротству в соответствии с главой 11.